# آسو (فلم)
آسّو (الأص) هو فيلم كوميدي إيطالي، أخرجه فرانكو كاستيلانو وجوزيبي موتشيا، وصدر عام 1981. الفيلم من بطولة أدريانو تشيلنتانو وإدوج فينش وريناتو سالفاتوري وسيلفا كوشينا وبيبو سانتوناستاسو وجياني ماغني وإليزابيتا فيفياني. تم تصويره في إيطاليا.

## القصة
آسّو ، لاعب بوكر محترف، تزوج للتو من حبه الطويل، سيلفيا، أكثر امرأة مرغوبة في الحي الذي يعيش فيه. من أجلها، يعد بالتخلي عن البوكر، لكن للاعب سيئ السمعة يأتي إلى المدينة فتأذن له زوجته إلى لعب لعبة أخيرة يفوز بها. لكن بينما يحاول العودة إلى المنزل في صباح اليوم التالي، يلقي سيكاريو القبض عليه، وهو أحد أقرب معارفه وقاتل محترف تم التعاقد معه للتخلص من آسّو.
أُطلق النار عليه عدّة مرات ومات، لكنه عاد كشبح بسبب قلقه لترك زوجته دون أي وسيلة لإعالة نفسها. بسبب علاقتهما الوثيقة، يمكن لسيلفيا رؤيته وسماعه، لكن أسو غير مرئي لأي شخص آخر. بعد أن تمكن من إقناع زوجته بأنه قد مات بالفعل، حاول أن يتزوجها مرة أخرى حتى لا ينتهي بها الأمر في الشوارع، ويقع اختياره على المصرفي الضعيف ولكن الثري لويجي مورغان. يسر مورغان بالطبع أن يلفت انتباه مثل هذه السيدة الجميلة، لكن هذا يدعو إلى غيرة بريتيلا، منافس آسّو على طلب يد سيلفيا. كما اتضح، كان بريتيلا قد كلف سيكاريو باغتيال آسّو ويحاول الآن أن يكلّفه مرة أخرى للقضاء على مورغان. نادماً على قتل آسّو، يرفض سيكاريو بل يعد بالذهاب إلى الشرطة، وعندها يقتله بريتيلا ويقرر القيام بالمهمة بنفسه.
ومع ذلك، بعد الحصول على إجازة قصيرة من الجحيم، يكشف سيكاريو عن نوايا بريتيلا الحقيقية لـآسّو، فيندفع لحماية مورغان. لا يستطيع آسّو منع بريتيلا من اختطاف المصرفي، ولكن من خلال أخذ مفوض الشرطة رينالدي في رحلة إجبارية وبالتالي جذب انتباه الشرطة، فإنه يتمكن من إنقاذ مورغان من الموت وإلقاء القبض على بريتيلا. لكن في يأسه، بدأ مورغان في الصلاة لزوجته المتوفاة من أجل الخلاص، وبمجرد إنقاذه، ألغى علاقته بسيلفيا بسبب ما يعتقد أنه نعمة زوجته.
وحيدة مرة أخرى (باستثناء رفقة آسّو)، تعلم سيلفيا بوصول لاعب بطاقة شاب موهوب يشبه آسّو. بمجرد أن تقع في حبه، يتلاشى آسّو ويذهب إلى الجنة، حيث يدعوه الرب نفسه إلى جولة من البوكر وبعد هزيمة آسّو، تتم إعادة المباراة بعد حوالي ثلاثة آلاف عام.

## الممثلون
- Adriano Celentano بدور Asso / Card Ace / God غير مسمى
- إدويج فينيش في دور سيلفيا
- ريناتو سالفاتوري في دور Bretella
- سيلفا كوسينا في دور إنريتشيتا مورغان
- بيبو سانتوناستاسو في دور لويجي مورغان
- جياني ماغني في دور سيكاريو
- إليزابيتا فيفياني بصفتها السائح
- دينو كاسيو كمفوض رينالدي
- ساندرو جياني بدور الشرطي
- رافاييل دي سيبيو في دور مصمم الرقصات
- جياني موسي في دور المتحدث
- جيري برونو في دور إيتوري برونو

## استقبال

### استجابة حرجة
بناءً على 606 صوتاً من المستخدمين، قام موقع IMDb بتصنيف الفيلم بمعدل 6.2.

## روابط خارجية
- Asso في قاعدة بيانات الأفلام على الإنترنت